# Lokalna kwantowa teoria pola
Lokalna kwantowa teoria pola, algebraiczna kwantowa teoria pola – sformułowanie kwantowej teorii pola, w którym podstawowymi obiektami są *-algebry stowarzyszone z otwartymi podzbiorami czasoprzestrzeni spełniającymi pewne własności. Pierwotna wersja tej teorii obowiązująca jedynie w płaskiej przestrzeni została przedstawiona przez Haaga i Kastlera w 1964 roku. Obecnie podejście to stosuje się do dowolnej globalnie hiperbolicznej rozmaitości pseudoriemannowskiej.

## Definicja
Współcześnie lokalną (kowariantną) kwantową teorię pola deinuje się wykorzystując język teorii kategorii. Kluczową rolę odgrywają kategorie {\displaystyle {\mathfrak {Man}}} oraz {\displaystyle {\mathfrak {Alg}}.} Kategoria {\displaystyle {\mathfrak {Man}}} składa się z klasy obiektów {\displaystyle Obj({\mathfrak {Man}}),} do której należą wszystkie globalnie hiperboliczne, zorientowane, czasowo zorientowane pseudoriemannowskie czasoprzestrzenie {\displaystyle (M,g).} Dla dowolnych dwóch obiektów {\displaystyle (M_{1},g_{1})} oraz {\displaystyle (M_{2},g_{2}),} klasa morfizmów {\displaystyle hom_{\mathfrak {Man}}((M_{1},g_{1}),(M_{2},g_{2}))} składa się z izometrycznych zanurzeń {\displaystyle \psi :(M_{1},g_{1})\rightarrow (M_{2},g_{2}),} która spełnia ponadto następujące warunki:
1. dowolna krzywa kauzalna w {\displaystyle (M_{2},g_{2}),} której końce są obrazami punktów z {\displaystyle M_{1}} względem morfizmu {\displaystyle \psi ,} jest obrazem pewnej krzywej kauzalnej w {\displaystyle (M_{1},g_{1}),}
2. {\displaystyle \psi } zachowuje orientację i orientację czasową.

Klasą obiektów {\displaystyle Obj({\mathfrak {Alg}})} są unitalne *-algebry, natomiast morfizmami w tej kategorii są wierne *-homomorfimzy zachowujące identyczność.
Lokalną (kowariantną) kwantową teorią pola nazywamy funktor kowariantny {\displaystyle {\mathcal {A}}} pomiędzy kategoriami {\displaystyle {\mathfrak {Man}}} oraz {\displaystyle {\mathfrak {Alg}}.} Warunek kowariantności oznacza, że dla dowolnych morfizmów {\displaystyle \psi _{1}\in hom_{\mathfrak {Man}}((M_{1},g_{1}),(M_{2},g_{2}))} oraz {\displaystyle \psi _{2}\in hom_{\mathfrak {Man}}((M_{2},g_{2}),(M_{3},g_{3}))} zachodzą następujące równości:
{\displaystyle \alpha _{\psi _{1}}\otimes \alpha _{\psi _{2}}=\alpha _{\psi _{1}\otimes \psi _{2}},}
{\displaystyle \alpha _{id_{(M,g)}}=id_{{\mathcal {A}}(M,g)},}
gdzie {\displaystyle \alpha _{\psi }} oznacza {\displaystyle {\mathcal {A}}_{\psi }.}
Lokalna (kowariantna) kwantowa teoria pola określona przez funktor {\displaystyle {\mathcal {A}}} nazywana jest przyczynową wtedy i tylko wtedy, gdy dla dowolnych morfizmów {\displaystyle \psi _{j}\in hom_{\mathfrak {Man}}((M_{j},g_{j}),(M,g)),~j=1,2,} takich, że {\displaystyle \psi (M_{1})} oraz {\displaystyle \psi (M_{2})} są przyczynowo rozdzielone zachodzi:
{\displaystyle [\alpha _{\psi _{1}}({\mathcal {A}}((M_{1},g_{1}))),\alpha _{\psi _{2}}({\mathcal {A}}((M_{2},g_{2})))]=0,}
gdzie {\displaystyle [A,B]=\{ab-ba:a\in A,b\in B\}.}
Lokalna (kowariantna) teoria pola określona przez funktor {\displaystyle {\mathcal {A}}} spełnia aksjomat ewolucji wtedy i tylko wtedy, gdy {\displaystyle \alpha _{\psi }({\mathcal {A}}(M,g))={\mathcal {A}}(M',g')} dla dowolnego {\displaystyle \psi \in hom_{\mathfrak {Man}}((M,g),(M',g')),} takiego, że {\displaystyle \psi (M)} zawiera powierzchnię Cauchy’ego dla {\displaystyle (M',g').}

## Zastosowania
Lokalna kwantowa teoria pola jest uniwersalnym językiem, który pozwala na precyzyjny opis efektów kwantowych zachodzących w płaskiej lub zakrzywionej czasoprzestrzeni. Najbardziej znaną klasą modeli, dających się sformułować w tym języku są tzw. swobodne kwantowe teorie pola. Podejście to stosuje się również do oddziałujących kwantowych teorii pola, jednak, jak dotąd, są one zdefiniowane jedynie formalnie. Jest ono szczególnie użyteczne w przypadku kwantowej teorii pola w zakrzywionej czasoprzestrzeni.